# Monosporascus adenantherae
Monosporascus adenantherae är en svampart som först beskrevs av S.D. Patil & C. Ramesh, och fick sitt nu gällande namn av A. Pande 2008. Monosporascus adenantherae ingår i släktet Monosporascus, ordningen kolkärnsvampar, klassen Sordariomycetes, divisionen sporsäcksvampar och riket svampar.   Inga underarter finns listade i Catalogue of Life.